# Dušan Uhrin
Dušan Uhrin, född den 5 februari 1943, är en tjeckisk fotbollstränare.
Uhrin tog över AIK fotboll 6 juni 2002 efter Peter Larsson. Han avgick som tränare den 30 november samma år. Dušan Uhrin har varit förbundskapten för det kuwaitiska landslaget, ledde det tjeckiska landslaget till en silvermedalj vid Europamästerskapet i fotboll 1996 och haft stora framgångar med Sparta Prag.
Hans son, Dušan Uhrin junior, är även han aktiv som fotbollstränare.